# Platytetranychus xuzhouensis
Platytetranychus xuzhouensis är en spindeldjursart som beskrevs av Wang och Ma 1987. Platytetranychus xuzhouensis ingår i släktet Platytetranychus och familjen Tetranychidae. Inga underarter finns listade i Catalogue of Life.